# Sid Wayne
Sid Wayne (1923 - 26 de dezembro de 1991 - Dallas, Texas, EUA) foi um compositor americano. Compôs várias canções para Elvis Presley.